# NGC 5161
NGC 5161 је спирална галаксија у сазвежђу Кентаур која се налази на NGC листи објеката дубоког неба.
Деклинација објекта је - 33° 10' 28" а ректасцензија 13h 29m 13,7s. Привидна величина (магнитуда) објекта NGC 5161 износи 11,4 а фотографска магнитуда 12,1. Налази се на удаљености од 24,286 милиона парсека од Сунца. NGC 5161 је још познат и под ознакама ESO 383-4, MCG -5-32-31, UGCA 359, IRAS 13264-3255, PGC 47321.